# Chrysocyma flava
Chrysocyma flava är en fjärilsart som beskrevs av Erich Martin Hering 1926. Chrysocyma flava ingår i släktet Chrysocyma och familjen tofsspinnare. Inga underarter finns listade i Catalogue of Life.